# Carnotena
Carnotena é um gênero de mariposa pertencente à família Bombycidae.